# 佩里亞卡美尼島

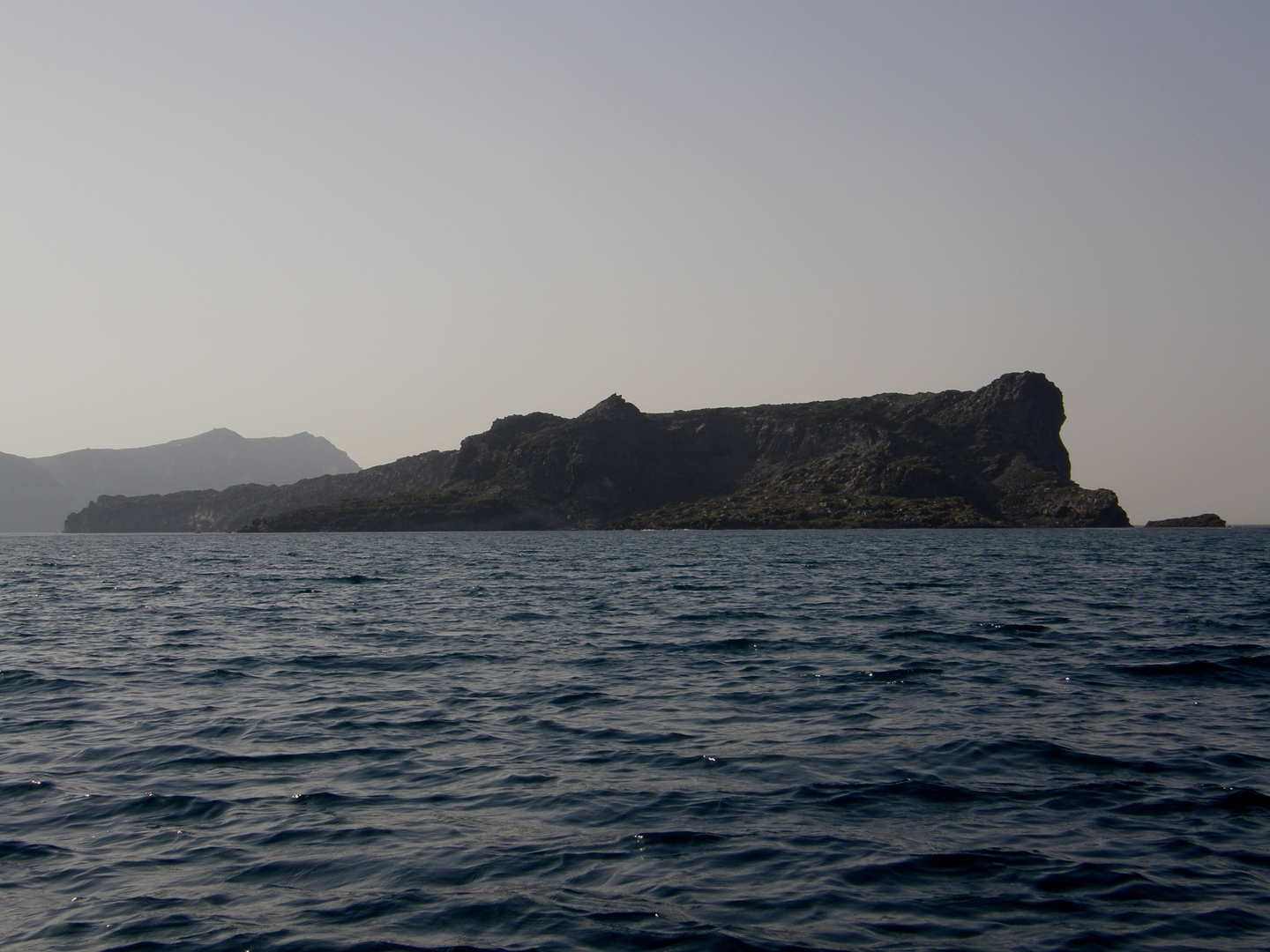
佩里亞卡美尼島

佩里亞卡美尼島（Palea Kameni），是希臘聖托里尼火山口內的一個島嶼。這座島嶼是一個私人所有的島嶼，在1899年至1975年，島上曾有人居住。